# Sariñena
Sariñena é um município da Espanha na província de Huesca, comunidade autónoma de Aragão, de área 275,70 km² com população de 4206 habitantes (2007) e densidade populacional de 14,60 hab/km².

## Demografia
| Variação demográfica do município entre 1991 e 2004 | Variação demográfica do município entre 1991 e 2004 | Variação demográfica do município entre 1991 e 2004 | Variação demográfica do município entre 1991 e 2004 |
| --------------------------------------------------- | --------------------------------------------------- | --------------------------------------------------- | --------------------------------------------------- |
| 1991                                                | 1996                                                | 2001                                                | 2004                                                |
| 4227                                                | 4058                                                | 3950                                                | 4026                                                |